# 조선인민당
조선인민당(朝鮮人民黨, 영어: People's Party of Korea)은 1945년 11월 12일 몽양 여운형 선생이 조선건국준비위원회 조직을 모체로 해 결성한 사회주의 정당이다. 
이 정당은 신탁통치 중단, 인민공화국 수립, 평화적 단일국가 수립을 요구하며 좌우합작운동을 펼쳤으나, 여윤형 선생이 극우 테러리스트에게 암살된 이후 당은 개혁급진파가 주도했고 대다수의 당원들이 해산 전에 조선신민당에 가입하면서 사실상 정당으로서 역할을 종료했다.
이후 남겨진 당내 우파 세력은 근로인민당으로 흩어졌고, 당내 좌익 세력은 조선신민당 동지들과 함께 남조선로동당을 창당하였다.

## 개요
여운형은 창당대회에서 "해방된 오늘, 지주와 지본가만으로 나라를 세우겠다고 생각하는 사람이 있다면 어디 손을 들어 보시오. 지식인, 사무원, 소시민만으로 나라를 세우자고 하는 사람이 있다면 역시 손을 들어 보시오. 농민, 노동자만으로 나라를 세우자고 하는 사람이 있다면 손을 들어 보시오. 손을 드는 사람이 하나도 없군요. 그렇습니다. 일제 통치 기간 우리 민족에게 씻을 수 없는 반역적 죄악을 저지른 극소수 반동들을 제외하고 우리는 다같이 손을 잡고 건국사업에 매진해야 합니다."
라고 말했다.
1945년말, 인민당은 중경 임시정부에 인공과 각당 각파를 합쳐 건국회의를 열고 거기서 참된 임시정부를 수립하자고 제안하였다. 그러나 임정 측은 아무런 반응을 보이지 않고 기존의 중경 임정 추대운동만 계속 전개하였다. 임정 측은 1946년 1월 4일 김구 명의로 중경 임시정부를 계승하여 과도정권을 수립할 비상정치회의를 즉각 소집할 것을 발표하였다. 그러나 기존 주장과 다를 게 없어 좌파는 이에 호응하지 않았다.
인민당은 특정 계급이 아닌 노동자, 농민, 근로 인텔리, 양심적 자본가 등 국민 전체를 대표하는 중도좌파 정당을 추구하였으나, 1946년 제1차 미-소 공동위원회가 휴회로 들어간 후 인민당 내의, 이른바 48인파로 불린 좌파가 당을 이탈, 남조선신민당과 조선공산당과 합당, 남조선로동당을 결성하자 곧 해체되고 말았다. 여운형은 남은 인물들을 모아 사회로동당을 창당했다. 사회로동당은 1947년 2월 28일 해체되었다.

## 같이 보기
- 여운형
- 여운홍
- 근로인민당
- 조선공산당
- 조선신민당
- 남조선로동당
- 사회로동당